# Persone di nome Alfredo/Politici
| Questa pagina contiene informazioni ricavate automaticamente dalle voci biografiche con l'ausilio del template Bio e di un bot. L'aggiornamento è periodico e automatico e ricostruisce completamente la pagina. Se manca una persona in questa lista, sei pregato di non aggiungerla, ma accertati piuttosto che la sua voce biografica contenga il template Bio e che i dati anagrafici siano correttamente compilati. Se il template Bio manca, inseriscilo tu stesso o, in alternativa, metti l'avviso {{tmp\|Bio}} che ne segnala la mancanza. Se i dati riportati sono sbagliati, correggi direttamente la voce biografica; le modifiche saranno visibili in questa lista entro pochi giorni. Per chiarimenti vedi il progetto antroponimi. La lista contiene solo le 61 persone che sono citate nell'enciclopedia e per le quali è stato implementato correttamente il template Bio. Pagina aggiornata al 7 apr 2025. |

Questa è una lista di persone presenti nell'enciclopedia che hanno il nome Alfredo e sono politici.

## A(6)
- Alfredo Alfani, politico italiano (Salerno, n. 1938 - † 1984)
- Alfredo di Montenuovo, politico austro-ungarico (Vienna, n. 1854 - Vienna, † 1927)
- Alfredo Amatucci, politico italiano (Sorbo Serpico, n. 1907 - † 1982)
- Alfredo Antoniozzi, politico italiano (Cosenza, n. 1956)
- Alfredo Arpaia, politico italiano (Pompei, n. 1930 - Napoli, † 2019)
- Alfredo Azzaroni, politico, scrittore e giornalista italiano (Rimini, n. 1922 - Milano, † 1992)

## B(10)
- Alfredo Baldani Guerra, politico italiano (Sorgà, n. 1926 - Verona, † 2009)
- Alfredo Baldomir, politico e architetto uruguaiano (Paysandú, n. 1884 - Montevideo, † 1948)
- Alfredo Baquerizo, politico ecuadoriano (Guayaquil, n. 1859 - † 1951)
- Alfredo Bazoli, politico italiano (Brescia, n. 1969)
- Alfredo Bertesi, politico e imprenditore italiano (Carpi, n. 1851 - Carpi, † 1923)
- Alfredo Berzanti, politico e partigiano italiano (Trieste, n. 1920 - Udine, † 2000)
- Alfredo Bianchi, politico e sindacalista italiano (Lucca, n. 1929 - † 1993)
- Alfredo Bianchini, politico italiano (Venezia, n. 1940 - Venezia, † 2025)
- Alfredo Biondi, politico e avvocato italiano (Pisa, n. 1928 - Genova, † 2020)
- Alfredo Bisignani, politico, sindacalista e giornalista italiano (Messina, n. 1929 - Roma, † 2009)

## C(10)
- Alfredo Capece Minutolo di Bugnano, politico italiano (Napoli, n. 1871 - San Sebastián, † 1942)
- Alfredo Capone, politico e avvocato italiano (n. 1872)
- Alfredo Caprari, politico italiano (Ancona, n. 1937 - Ancona, † 2003)
- Alfredo Ciarabelli, politico italiano (Umbertide, n. 1924 - † 2013)
- Alfredo Comis, politico italiano (Santo Stefano di Cadore, n. 1950)
- Alfredo Nobre da Costa, politico portoghese (Lapa, n. 1923 - Lisbona, † 1996)
- Alfredo Cotani, politico, partigiano e sindacalista italiano (Perugia, n. 1892 - Perugia, † 1952)
- Alfredo Covelli, politico italiano (Bonito, n. 1914 - Roma, † 1998)
- Alfredo Cristiani, politico salvadoregno (San Salvador, n. 1947)
- Alfredo Cucco, politico e medico italiano (Castelbuono, n. 1893 - Palermo, † 1968)

## D(8)
- Alfredo D'Agostino, politico italiano (Guardavalle, n. 1924 - Vibo Valentia, † 2013)
- Alfredo D'Attorre, politico e filosofo italiano (Melfi, n. 1973)
- Alfredo De Poi, politico italiano (Perugia, n. 1945 - Perugia, † 2010)
- Alfredo De Polzer, politico e statistico italiano (Vienna, n. 1904 - Bologna, † 1965)
- Alfredo Diana, politico italiano (Roma, n. 1930)
- Alfredo Duhalde Vásquez, politico cileno (Río Bueno, n. 1898 - Santiago del Cile, † 1985)
- Alfredo de Sá Cardoso, politico e militare portoghese (Lisbona, n. 1864 - Lisbona, † 1950)
- Alfredo Romano del Liechtenstein, politico austriaco (Vienna, n. 1875 - Deutschfeistritz, † 1930)

## F(2)
- Alfredo Falcioni, politico italiano (Cuzzego, n. 1868 - Ghiffa, † 1936)
- Alfredo Fortunati, politico italiano (Roma, n. 1860)

## G(1)
- Alfredo Giovanardi, politico italiano (Imola, n. 1927 - † 1998)

## L(1)
- Alfredo del Liechtenstein, politico austriaco (Praga, n. 1842 - Castello di Frauenthal, † 1907)

## M(4)
- Alfredo Mantica, politico italiano (Rimini, n. 1943)
- Alfredo Mantovano, politico e magistrato italiano (Lecce, n. 1958)
- Alfredo Messina, politico e manager italiano (Colleferro, n. 1935)
- Alfredo Misuri, politico italiano (Perugia, n. 1886 - Roma, † 1951)

## O(1)
- Alfredo Ovando Candia, politico e generale boliviano (Cobija, n. 1918 - La Paz, † 1982)

## P(6)
- Alfredo Palacios, politico argentino (Buenos Aires, n. 1878 - Buenos Aires, † 1965)
- Alfredo Pallone, politico italiano (Frosinone, n. 1947)
- Alfredo Pasini, politico italiano (Pordenone, n. 1954)
- Alfredo Pazzaglia, politico e avvocato italiano (Cagliari, n. 1927 - Roma, † 1997)
- Alfredo Enrique Peralta Azurdia, politico e militare guatemalteco (Città del Guatemala, n. 1908 - Miami, † 1997)
- Alfredo Pizzoni, politico e militare italiano (Cremona, n. 1894 - Milano, † 1958)

## R(3)
- Alfredo Reichlin, politico e partigiano italiano (Barletta, n. 1925 - Roma, † 2017)
- Alfredo Ricci, politico e avvocato italiano (Cassino, n. 1980)
- Alfredo Rodrigues Gaspar, politico portoghese (Funchal, n. 1865 - Lisbona, † 1938)

## S(5)
- Alfredo Lim, politico e poliziotto filippino (Manila, n. 1929 - Manila, † 2020)
- Alfredo Sandri, politico italiano (Ferrara, n. 1948)
- Alfredo Scipioni, politico italiano (Ancona, n. 1911 - † 1973)
- Alfredo Strambi, politico italiano (Pisa, n. 1935)
- Alfredo Stroessner, politico e generale paraguaiano (Encarnación, n. 1912 - Brasilia, † 2006)

## T(1)
- Alfredo Trifogli, politico italiano (Ancona, n. 1920 - Ancona, † 2013)

## V(2)
- Alfredo Vito, politico italiano (Napoli, n. 1946)
- Alfredo Vásquez Cobo, politico colombiano (Santiago de Cali, n. 1869 - Santiago de Cali, † 1941)

## Z(1)
- Alfredo Zagatti, politico italiano (Ferrara, n. 1955)